# Corning (Califórnia)
Corning é uma cidade localizada no estado americano da Califórnia, no condado de Tehama. Foi incorporada em 6 de agosto de 1907.

## Geografia
De acordo com o United States Census Bureau, a cidade tem uma área de 9,2 km², onde todos os 9,2 km² estão cobertos por terra.

### Localidades na vizinhança
O diagrama seguinte representa as localidades num raio de 32 km ao redor de Corning. 

## Demografia
Segundo o censo nacional de 2010, a sua população é de 7 663 habitantes e sua densidade populacional é de 833,44 hab/km². É a cidade mais densamente povoada do condado de Tehama e também a que, em 10 anos, teve o maior crescimento populacional. Possui 2 871 residências, que resulta em uma densidade de 312,25 residências/km².